# Simonis-Chromon-Synthese
Die Simonis-Chromon-Synthese ist eine Namensreaktion in der Organischen Chemie. Entdeckt wurde sie 1913 von den Chemikern Ernst Petschek und Hugo Simonis. Sie dient der Synthese von Chromon aus Phenol und einem β-Ketoester.

## Übersichtsreaktion
Bei dieser P2O5-katalysierten Reaktion entsteht aus Phenol und einem β-Ketoester unter Cyclisierung  Chromon:
Die Reaktion kann auch mit substituierten Phenolen und anderen β-Ketoestern ablaufen.

## Mechanismus
Der komplexe Mechanismus der Simonis-Chromon-Synthese wird in der Literatur noch diskutiert.
Es wird angenommen, dass zunächst das Phenol 1 von der Unterseite das Oxoniumion 2 angreift. Dabei kommt es zur Bildung des Übergangszustandes 3. In einer doppelten Elimierungsreaktion wird zuerst Wasser abgespalten, wodurch das Molekül 4 entsteht. Nach dem anschließenden Eliminieren von Ethanol kommt es zur Bildung von 2-Methylchromon 5.

## Anwendung
Chromon (1,4-Benzopyron) bildet das Grundskelett der Flavone (2-Phenylchromone) und Isoflavone (3-Phenylchromone). Isoflavone kommen als gelber Farbstoff in einigen Pflanzen und ihren Blüten vor. Die Simonis-Chromon-Synthese kommt bei der Herstellung von Flavonen zur Anwendung. Dabei reagiert Phenol mit Benzoylessigsäureethylester (Enol-Tautomer) unter Katalyse von P2O5 zu dem natürlichen Polymethin-Farbstoff Flavon.
Außerdem kann die Simonis-Chromon-Synthese eingesetzt werden, um das Naturprodukt Visnagin herzustellen, welches in einigen Früchten vorkommt.

Flavon
Isoflavon
Visnagin